# Joe Hahn
Joseph Hahn (* 15. března 1977) je americký hudebník, DJ, režisér, výtvarník a kreativní ředitel americké rockové skupiny Linkin Park, který se stará o scratching, gramofony, samplování a programování. Spolu se svým kolegou Mikem Shinodou je zodpovědný za většinu obálek alb a režii videoklipů kapely.

## Mládí
Narodil se v Dallasu jako nejmladší ze tří dětí. Má dvě starší sestry. Patří do druhé generací korejských Američanů a vyrůstal v převážně mexické čtvrti kalifornského Glendale. V dětství hrál několik let na housle, pak také chvíli zkoušel hru na kytaru.
Vystudoval střední školu Herberta Hoovera v Glendale. Poté studoval na Art Center College of Design v Pasadeně, kterou však nedokončil.

## Kariéra
Na vysoké škole se seznámil s Mikem Shinodou a připojil se k jeho kapele Xero, která v roce 1997 vydala své vlastní demo album. Později se kapela stala známou jako Hybrid Theory, když v roce 1999 vydala stejnojmenné EP, během nahrávání Hybrid Theory opět změnila název kapely na Linkin Park. Začal spolupracovat na Shinodově debutovém albu jeho skupiny Fort Minor.
Vedl remixy písní „With You“ a „Cure for the Itch“, nazvaných „Wth>You“, respektive „Kyur4 TH Ich“. Režíroval několik videoklipů skupiny, například k písním „Numb“, „From the Inside“, „What I've Done“, „Somewhere I Belong“, „Pts.OF.Athrty“, „New Divide“, „Bleed It Out“ a „Iridescent“. Ale režíroval i videoklipy jiních skupin, například Alkaline Trio, Static-X, Story of the Year a Xzibit. V rozhovoru pro MTV v roce 2003 řekl, že natáčení filmů je jeho opravdovou vášní a že „dělat hudbu je spíše něco navíc.“ Je známý tím, že do videoklipů, které režíruje, přidává různé dramatické efekty, například do klipu k písni „Iridescent“ obsadil hada.
Kromě hudby se podílel na speciálních efektech v seriálu Akta X a minisérii Duna Franka Herberta. Režíroval krátký film The Seed a získal práva na filmovou adaptaci románu Král Krysa od Chiny Miévilla.
Režíroval trailer k videohře Medal of Honor, v němž zazněl singl skupiny „The Catalyst“. Singlu režíroval i videoklip, který měl premiéru 26. srpna 2010. Dále videoklipy k písním „Waiting for the End“ a „Burning in the Skies“.
Stal se prvním korejským Američanem, který získal cenu Grammy, když v roce 2002 získal cenu za nejlepší hardrockový výkon. V listopadu 2011 navrhl helmu jezdce Formule 1 Kamuiho Kobajašiho. V dubnu 2012 režíroval filmovou adaptaci románu Mall od Erica Bogosiana, v níž hraje a výkonným producentem je Vincent D'Onofrio. O hudební doprovod k ní se postarali Linkin Park a Alec Puro z Deadsy.
Když v roce 2017 frontman skupiny Linkin Park, Chester Bennington, spáchal sebevraždu, skupina na sedm let neoficiálně ukončili vystupování.
V roce 2019 byl porotcem v jihokorejské talentové show Superband televize JTBC.
Po sedmileté pauze udělala skupina Linkin Park návrat. V listopadu 2024 vydají nové album From Zero a rovněž se vracejí ke koncertování. Chestera Benningtona nahradila zpěvačka Emily Armstrong a bubeníka Roba Bourdona nahradil hudebník Colin Brittain.

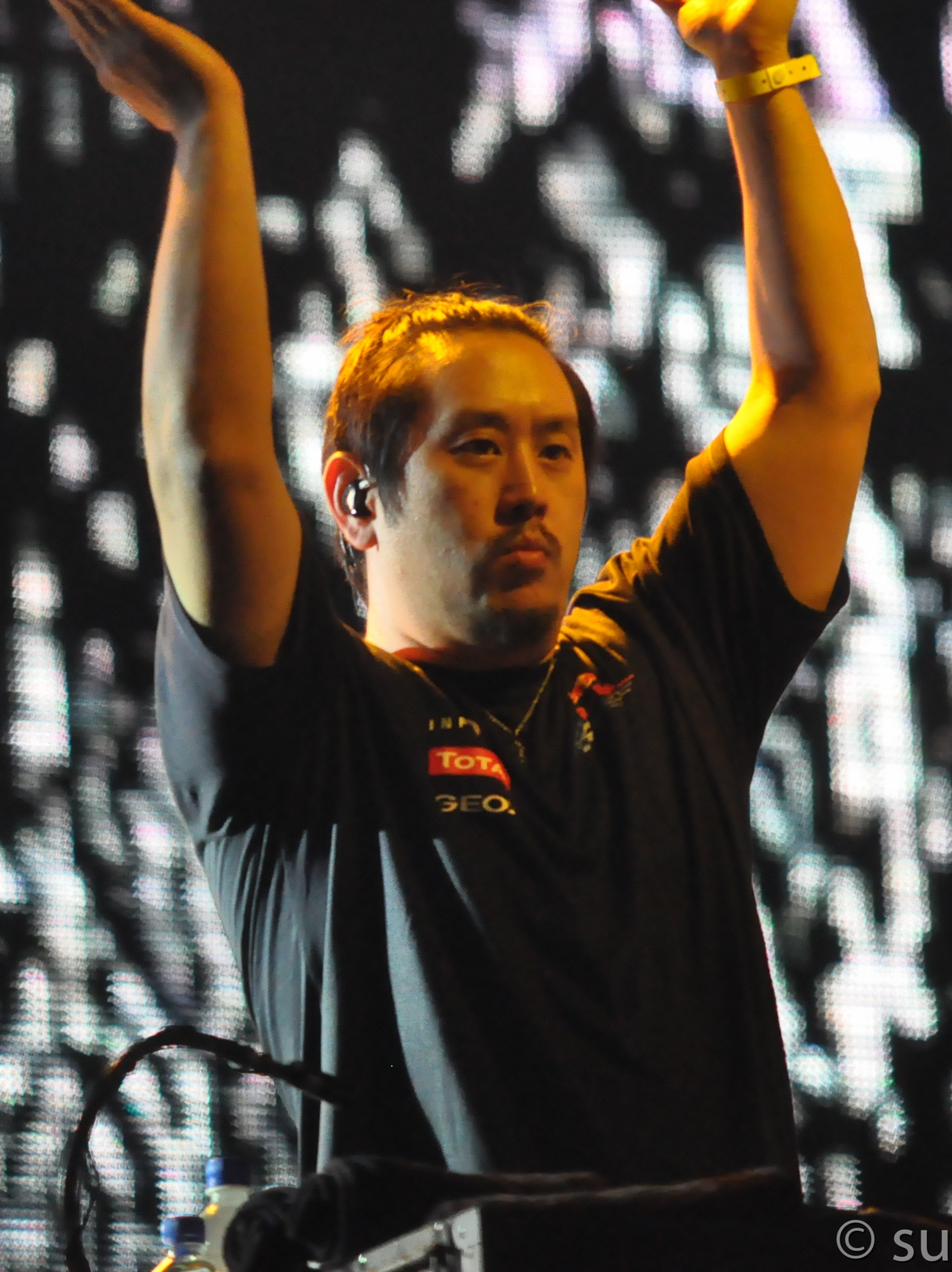
Joe Hahn v roce 2011

## Diskografie

### S Linkin Park
- Hybrid Theory (2000)
- Meteora (2003)
- Minutes to Midnight (2007)
- A Thousand Suns (2010)
- Living Things (2012)
- The Hunting Party (2014)
- One More Light (2017)
- From Zero (2024)

## Filmografie
| Rok  | Název    | Role    | Poznámky                             |
| ---- | -------- | ------- | ------------------------------------ |
| 2006 | The Seed | Režisér | Režie spolu s Kenem Mercadem         |
| 2014 | Mall     | Režisér | Výkonný producent: Vincent D'Onofrio |